# 423 Diotima
Diotima (asteroide 423) é um asteroide da cintura principal com um diâmetro de 208,77 quilómetros, a 2,94170896 UA. Possui uma excentricidade de 0,04104646 e um período orbital de 1 962,46 dias (5,38 anos).
Diotima tem uma velocidade orbital média de 17,00558892 km/s e uma inclinação de 11,24044738º.
Este asteroide foi descoberto em 7 de Dezembro de 1896 por Auguste Charlois.